# Tafeltennis op de Paralympische Zomerspelen 2004
Op de XIIe Paralympische Spelen die in 2004 werden gehouden in het Griekse Athene was tafeltennis een van de 19 sporten die werden beoefend tijdens deze spelen.

## Evenementen
In totaal waren er 28 onderdelen op de Paralympische Zomerspelen van 2004; achttien voor mannen en tien voor vrouwen:
Mannen, individueel
- Klasse 1
- Klasse 2
- Klasse 3
- Klasse 4
- Klasse 5
- Klasse 6
- Klasse 7
- Klasse 8
- Klasse 9
- Klasse 10

Mannen, dubbel
- Klasse 1-2
- Klasse 3
- Klasse 4
- Klasse 5
- Klasse 6-7
- Klasse 8
- Klasse 9
- Klasse 10

Vrouwen, individueel
- Klasse 1-2
- Klasse 3
- Klasse 4
- Klasse 5
- Klasse 6-8
- Klasse 9
- Klasse 10

Vrouwen, dubbel
- Klasse 1-3
- Klasse 4-5
- Klasse 6-10

## Mannen

### Dubbel
| Rank | Land      |
| ---- | --------- |
| 1    |           |
| 2    | Slowakije |
| 3    | Duitsland |

| Rank | Land                |
| ---- | ------------------- |
| 1    | Zuid-Korea          |
| 2    | Verenigd Koninkrijk |
| 3    | Frankrijk           |

| Rank | Land       |
| ---- | ---------- |
| 1    | Zuid-Korea |
| 2    | Frankrijk  |
| 3    | China      |

| Rank | Land       |
| ---- | ---------- |
| 1    | Tsjechië   |
| 2    | Zuid-Korea |
| 3    | Frankrijk  |

| Rank | Land      |
| ---- | --------- |
| 1    | Duitsland |
| 2    | Polen     |
| 3    | Zweden    |

| Rank | Land      |
| ---- | --------- |
| 1    | België    |
| 2    | Frankrijk |
| 3    | Slowakije |

| Rank | Land       |
| ---- | ---------- |
| 1    | Nederland  |
| 2    | Oostenrijk |
| 3    | TPE        |

| Rank | Land      |
| ---- | --------- |
| 1    | China     |
| 2    | Frankrijk |
| 3    | Zweden    |

### Individueel
| Klasse    | land | Goud              | land | Zilver              | land | Brons             |
| --------- | ---- | ----------------- | ---- | ------------------- | ---- | ----------------- |
| Klasse 1  | GER  | Holger Nikelis    | KOR  | Hae Gon Lee         | GER  | Walter Kilger     |
| Klasse 2  | SVK  | Jan Riapos        | KOR  | Gong Yong Kim       | KOR  | Kyung Mook Kim    |
| Klasse 3  | KOR  | Young Gun Kim     | FRA  | Jean-Philippe Robin | SCG  | Zlatko Kesler     |
| Klasse 4  | CHN  | Yan Zhang         | CZE  | Michal Stefanu      | KOR  | Kyoung Sik Choi   |
| Klasse 5  | KOR  | Byoung Young Kim  | KOR  | Eun Chang Jung      | FRA  | Christophe Durand |
| Klasse 6  | GER  | Daniel Arnold     | GER  | Rainer Schmidt      | DEN  | Peter Rosenmeier  |
| Klasse 7  | FRA  | Stephane Messi    | GER  | Jochen Wollmert     | ESP  | Jordi Morales     |
| Klasse 8  | BEL  | Mathieu Loicq     | BEL  | Marc Ledoux         | SVK  | Richard Csejtey   |
| Klasse 9  | AUT  | Stanislaw Fraczyk | CHN  | Xiaolei Lu          | USA  | Tahl Leibovitz    |
| Klasse 10 | SVK  | Ladislav Gaspar   | SWE  | Fredrik Andersson   | CHN  | Yang Ge           |

## Vrouwen

### Dubbel
| Rank | Land                |
| ---- | ------------------- |
| 1    | Frankrijk           |
| 2    | Japan               |
| 3    | Verenigd Koninkrijk |

| Rank | Land     |
| ---- | -------- |
| 1    | China    |
| 2    | TPE      |
| 3    | Jordanië |

| \| Rank \| Land \| \| ---- \| --------- \| \| 1 \| China \| \| 2 \| Polen \| \| 3 \| Frankrijk \| |           |
| Rank                                                                                              | Land      |
| 1                                                                                                 | China     |
| 2                                                                                                 | Polen     |
| 3                                                                                                 | Frankrijk |

### Individueel
| Klasse     | land | Goud                    | land | Zilver                   | land | Brons               |
| ---------- | ---- | ----------------------- | ---- | ------------------------ | ---- | ------------------- |
| Klasse 1-2 | FRA  | Isabelle Lafaye Marziou | FRA  | Genevieve Clot           | GBR  | Catherine Mitton    |
| Klasse 3   | SLO  | Mateja Pintar           | FRA  | Stephanie Mariage        | SVK  | Alena Kanova        |
| Klasse 4   | GER  | Monika Sikora Weinmann  | ITA  | Valeria Zorzetto         | GER  | Christiane Pape     |
| Klasse 5   | CHN  | Gui Xiang Ren           | CHN  | Wei Hong Chen            | TPE  | Mei Hui Wei         |
| Klasse 6-8 | CHN  | Xiaoling Zhang          | SWE  | Marleen Bengtsson Kovacs | RUS  | Julija Ovsjannikova |
| Klasse 9   | CHN  | Mei Li Liu              | CHN  | Lina Lei                 | FRA  | Thu Kamkasomphou    |
| Klasse 10  | POL  | Natalia Partyka         | CZE  | Jolana Matouskova        | CHN  | Yu Qiang Li         |

Atletiek · Bankdrukken · Basketbal · Blindenvoetbal · Boogschieten · Boccia · CP-voetbal · Goalball · Judo · Paardensport · Rugby · Schermen · Schietsport · Tafeltennis · Tennis · Volleybal · Wielersport · Zeilen · Zwemmen
Rome 1960 ·
Tokio 1964 ·
Tel Aviv 1968 ·
Heidelberg 1972 ·
Toronto 1976 ·
Arnhem 1980 ·
New York & Stoke Mandeville 1984 ·
Seoel 1988 ·
Barcelona 1992 ·
Atlanta 1996 ·
Sydney 2000 ·
Athene 2004 ·
Peking 2008 ·
Londen 2012 ·
Rio de Janeiro 2016 ·
Tokio 2020 ·
Parijs 2024 ·
Los Angeles 2028